# Campeonato Sueco de Futebol Feminino de 2024
O Campeonato Sueco de Futebol Feminino de 2024 – conhecido na Suécia como  Damallsvenskan 2024 – foi a temporada de 2024 do escalão principal das competições de futebol feminino no país.

A competição decorreu no período de abril a novembro.

O Campeonato Sueco de Futebol Feminino é organizado pela Federação Sueca de Futebol (Svenska Fotbollförbundet; SvFF).

| Campeonato Sueco de Futebol Feminino de 2024 Damallsvenskan 2024 |
| Sweden                                                           |
| ---------------------------------------------------------------- |
| Rosengård Campeão                                                |

O campeão da temporada foi o Rosengård de Malmo, que conquistou o seu 6º título nacional, e se classificou para a Liga dos Campeões Feminina da UEFA, juntamente com o Häcken e o Hammarby.
 
Os despromovidos à Elitettan no fim desta época foram o Örebro e o Trelleborg. O AIK venceu o play off e continua na primeira liga.

## Participantes
A competição é disputada por 14 clubes, contando com os 2 novos participantes, promovidos da Elitettan (a Segunda Divisão Sueca de Futebo| feminino): o AIK e o Trelleborgs FF.

| Clube                  | Cidade       | Estádio                       |
| ---------------------- | ------------ | ----------------------------- |
| AIK                    | Estocolmo    | Skytteholms IP                |
| IF Brommapojkarna      | Estocolmo    | Grimsta IP                    |
| Djurgården             | Estocolmo    | Estádio Olímpico de Estocolmo |
| BK Häcken FF           | Gotemburgo   | Bravida Arena                 |
| Hammarby IF            | Estocolmo    | Tele2 Arena                   |
| Kristianstads DFF      | Kristianstad | Kristianstads fotbollsarena   |
| Linköping FC           | Linköping    | Linköping Arena               |
| IFK Norrköping DFK     | Norrköping   | Platinumcars arena            |
| KIF Örebro DFF         | Örebro       | Behrn Arena                   |
| Piteå IF Dam           | Piteå        | LF Arena                      |
| Fotboll Club Rosengård | Malmö        | Malmö IP                      |
| Trelleborgs FF         | Trelleborg   | Vångavallen                   |
| Växjö DFF              | Växjö        | Visma Arena                   |
| Vittsjö GIK            | Vittsjö      | Vittsjö IP                    |